# Kajunski jezik
Kajunski jezik (ISO 639-3: frc; kajunski francuski), jezik francuske grane oilskih jezika kojima govori oko 1 000 000 Kajuna u močvarnim krajevima južne Louisiane, 17 200 (2000 popis), zapadno od Mississippija, raširen na sjever sve do župa Avoyelles, Evangeline, Allen i Calcasieu. 
Preci Kajuna došli su u Louisianu tijekom 17. stoljeća iz francuskog dijela Kanade. Jezik ima tri dijalekta: big woods francuski [frc-big] (Big Woods French), močvarni francuski [frc-mar] i prerijski francuski [frc-pra].

## Vanjske poveznice
- Ethnologue (14th)